# Triprora
Triprora là một chi bướm đêm thuộc họ Geometridae.